# Субер, Тора
Тора Субер (англ. Tora Suber; род. 23 ноября 1974 года, Котсвилл, Пенсильвания) — американская профессиональная баскетболистка, выступала в женской национальной баскетбольной ассоциации. Была выбрана на драфте ВНБА 1997 года в первом раунде под седьмым номером клубом «Шарлотт Стинг». Играла на позиции разыгрывающего защитника.

## Ранние годы
Тора Субер родилась 23 ноября 1974 года в городе Котсвилл (штат Пенсильвания),  училась же она в соседнем городе Даунингтаун в одноимённой средней школе, в которой выступала за местную баскетбольную команду.